# Nemački muzej
Nemački muzej (zvanično), (engl. German Museum of Masterpieces of Science and Technology) u Minhenu, Nemačka, najveći je muzej nauke i tehnologije na svetu, sa oko 28.000 izloženih predmeta iz 50 oblasti nauke i tehnologije. Godišnje primi oko 1,5 miliona posetilaca.
Muzej je osnovan 28. juna 1903. godine, na sastanku Udruženja nemačkih inženjera (VDI), na inicijativu Oskara fon Milera. To je najveći muzej u Minhenu. Muzej je jedno vreme bio domaćin za pop i rok koncerte, uključujući The Who, Džimi Hendriksa i Eltona Džona.

## Muzejsko ostrvo
Glavna lokacija Nemačkog muzeja je malo ostrvo na reci Isar, koje se koristilo za splavarenje još od srednjeg veka. Ostrvo nije imalo nijednu zgradu pre 1772. godine, jer je redovno bivalo poplavljeno pre izgradnje Silvenštajnske brane.
Na ostrvu su 1772. godine izgrađene kasarne Isar, a nakon poplave 1899. godine zgrade su obnovljene sa zaštitom od poplave. Godine 1903, gradsko veće je najavilo da će donirati ostrvo za novoizgrađeni Nemački Museum. Ostrvo koje je ranije bilo poznato kao Koleninsel (ugljano ostrvo) tada je preimenovano u Museumsinsel.

## Druge lokacije
Pored glavne lokacije na Museumsinsel, muzej ima i dva ogranka u Minhenu i njegovoj blizini i jedan u Bonu.
Filijala Flugverft Šlajšajm nalazi se na oko 18 kilometara severno od centra grada Minhena, u blizini palate Šlajšajm. On je baziran na prostorijama jedne od prvih vojnih vazduhoplovnih baza u Nemačkoj osnovanih neposredno pre Prvog svetskog rata. Muzej sadrži stari centar za kontrolu vazduha i komande, kao i moderne zgrade dograđene krajem 2000-ih nakon snažne podrške Franca Josefa Štrausa, bivšeg premijera države Bavarske (1966. do 1988), koji je bio strastveni letač.
Flugverft Šlajšajm sadrži postavku mnoštva zanimljivih aviona za koje nije bilo dovoljno mesta na lokaciji Museumsinsel u centru Minhena. Među istaknutijim eksponatima je jedrilica letećih krila Horten izgrađena četrdesetih godina 20. veka, obnovljena iz nekoliko preživelih delova. Kolekcija nemačkih konstrukcija aviona VTOL (vertikalno poletanje i sletanje) razvijenih 1950-ih i 1960-ih je jedinstvena. Izložen je niz borbenih aviona iz doba Vijetnama, kao i ruski avioni preuzeti iz Istočne Nemačke nakon ponovnog ujedinjenja. Ova postaja takođe ima radionicu posvećenu restauraciji svih vrsta aviona namenjenih statičkom prikazivanju.
Najnovija filijala otvorena je 2003. godine i zove se Nemački muzej Verkehrszentrum. Ona je smeštena u Teresinhehu u Minhenu, a ima fokus na transportnoj tehnologiji.
Filijala koja se nalazi u Bonu otvorena je 1995. godine i fokusira se na nemačku tehnologiju, nauku i istraživanje nakon 1945. godine.

## Oskar fon Miler
Oskar fon Miler je studirao elektrotehniku i inače poznat po izgradnji prvog visokonaponskog voda od Misbaha do Minhena (57 km) 1882. godine za izložbu elektrotehnike u Glaspalastu u Minhenu. Godine 1883, on se pridružio AEG-u i osnovao inženjerski ured u Minhenu. Izložba električne energije u Frankfurtu 1891. godine i nekoliko elektrana doprineli su ugledu Oskara fon Milera. U ranim godinama na izložbu i kolekciju Nemačkog muzeja lično je uticao Oskar fon Miler.

## Istorija
Nekoliko meseci pre sastanka Društva nemačkih inženjera 1903. godine, Oskar fon Miler je okupio malu grupu koja je podržala njegovu želju da osnuje muzej nauke i tehnike. Pokazujući podršku, ova grupa je spontano donirala 260.000 maraka i izabrala „Provizioni komitet“ koji će pokrenuti inicijativu.
U junu 1903, Prince Ludvig je pristao da deluje kao pokrovitelj muzeja, a grad Minhen poklonio je Ugljano ostrvo kao mesto za projekat. Pored toga, eksponati su počeli da pristižu iz Minhena, Nemačke i inostranstva, uključujući kolekcije Bavarske akademije. Kako nije postojala namenska muzejska zgrada, eksponati su bili izloženi u Nacionalnom muzeju.
Dana 12. novembra 1906, privremeni eksponati u Nacionalnom muzeju svečano su otvoreni za javnost, a 13. novembra postavljen je kamen temeljac za stalni muzej.
Prvo ime muzeja, „Nemački muzej za remekdela prirodne nauke i tehnologije”, nije imalo za cilj da ograniči muzej na nemački napredak u nauci i tehnologiji, već da izrazi značaj nauke i tehnologije za nemački narod.
Oskar fon Miler otvorio je novi muzej na svoj 70. rođendan, 2. maja 1925, nakon odlaganja od skoro deset godina. Od početka su muzejske postavke podržane dokumentima dostupnim u javnoj biblioteci i arhivima, koji su otvoreni sedam dana u nedelji kako bi se obezbedio pristup radnoj javnosti.
Pre i tokom Drugog svetskog rata nacistička partija je muzeju dodelila marginalno mali budžet, a mnogim eksponatima je bilo dozvoljeno da zastare, uz nekoliko izuzetaka, kao što je nova automobilska soba posvećena 7. maja 1937. Do kraja 1944. muzej je teško oštećen vazdušnim bombarderskim napadima sa 80% zgrada i 20% eksponata oštećenih ili uništenih. Dok su savezničke trupe marširale u Minhen u aprilu 1945. godine, direktor muzeja Karl Basler jedva je uspeo da spreči nemačke trupe u povlačenju da razore poslednji most do Muzejskog ostrva.
Nakon rata muzej je morao biti zatvoren radi popravki, a privremeni stanari, poput Tehnološkog koledža i Pošte, koristili su muzejski prostor dok su se rekonstruisale njihove sopstvene zgrade. U muzeju se takođe nalazio i Centralni komitet oslobođenih Jevreja, koji je predstavljao raseljena jevrejska lica u Američkoj zoni Nemačke posle rata.
U novembru 1945. godine, biblioteka je mogla ponovo da se otvori, a potom kongresna sala u januaru 1946. godine. Posebna postavka o pedeset godina dizelskog motora otvorena je u oktobru 1947. godine, a redovni eksponati počeli su ponovo da se otvaraju u maju 1948. Tek 1965. godine, više od dvadeset godina nakon završetka rata u Nemačkoj, izložbeno područje je dostiglo (i potom premašivalo) svoju predratnu veličinu.
Tokom 1950-ih, muzej se fokusirao na prirodne nauke, umesto tehnologije, i mnogi tradicionalni veliki eksponati, poput građevinarstva, smanjeni su da bi se ustupilo mesto savremenijim tehnološkim dostignućima.
U avgustu 1969. godine svemirska kapsula Apolo 8 prikazana je u posebnoj izložbi pod nazivom „Čovek i svemir”, a 1970. godine imenovan je prvi direktor sa punim radnim vremenom, Teo Stilger. Sedamdesetih godina 20. veka namena misije muzeja je izmenjena kako bi se podstaklo objašnjenje kulturnog značaja nauke i tehnologije u eksponatima.
Početkom 1980-ih došlo je do ozbiljnih oštećenja nekoliko eksponata usled podmetanja požara, što je rezultiralo najmanjim izložbenim prostorom od 34.140 kvadratnih metara. Usledili su opsežni napori na rekonstrukciji i dodatnoj izgradnji dovodeći do 1993. godine ukupni izložbeni prostor na 55.000 kvadratnih metara. Osamdesete i devedesete takođe su donele sporazume sa Naučnim centrom u Bonu i vladom, što je rezultiralo stvaranjem Nemačkog muzeja u Bonu i vazduhoplovne izložbe Flugverft Oberšlajshajm.
Godine 1996, Bavarska vlada ustupila je zgrade na istorijskom nalazištu Teresinheh u Minhenu Nemačkom muzeju, što je rezultiralo stvaranjem novog muzeja transporta, Nemačkog muzeja Verkehrszentrum, koji je otvoren 2003. godine, a u njemu su izloženi eksponati drumskih vozila i vozova koji su uklonjeni sa originalne lokacije Nemačkog muzeja. Kvart Teresinheh je novo područje na obodu centralnog dela Minhena, a Muzej transporta deo je kvartovog dizajna mešovite namene.

### Hronologija
- 1903. Osnivanje muzeja
- 1906. Otvaranje privremenih kolekcija u prostorijama nekadašnjeg Nacionalnog muzeja u Maksimilijanštrase
- 1909. Otvaranje dodatnih kolekcija u staroj kasarni na Isaru (Erhartštrase)
- 1911. Ceremonija završetka zgrade kolekcije
- 1925. Otvaranje Nemačkog muzeja u novoj zgradi na Muzejskom ostrvu
- 1928. Polaganje kamena temeljca za biblioteku i hol
- 1930. Ceremonija završetka biblioteke i sale
- 1932. Otvaranje biblioteke
- 1935. Otvaranje Kongresnog centra
- 1944. Uništenje 80 posto zgrada
- 1948. Ponovo otvaranje nakon uništenja
- 1983. Uništavanje pomorske i mašinske sekcije požarom
- 1984. Otvaranje nove sale za vazduhoplovstvo; privremeno zatvaranje nekih departmana zbog grada i oštećenja vodom
- 1992. Otvaranje muzeja vazduhoplovstva Šlajšajm na aerodromu Oberšlajshajm
- 1995. Otvaranje ogranka Nemačkog muzeja u Bonu
- 2003. Otvaranje Transportnog centra na bivšem izložbenom terenu
- 2006. Otvaranje I i II hale Transportnog centra na Teresinheh
- Oktobar 2015. početak prve velike faze obnove/modernizacije, sa zatvaranjem nekoliko eksponata

## Trenutni stalni eksponati
| - Vazduhoplovstvo - Poljoprivreda - Pećina Altamira, reprodukcija španske pećine sa slikama iz kamenog doba - Amaterski radio - Astronautika - Astronomija - Mostogradnja - Keramika - Hemija - Hronometrija - Računari - Digitalni imidžing - Električna struja - Energetska tehnologija - Životna sredina - Geodezija - Staklo - Istorija nemačkog muzeja - Hidrotehnika - Mašinske komponente | - Alatne mašine - Pomorska plovidba - Remek dela - Rudarstvo (istorijsko i moderno) - Metalurgija - Mikroelektronika - Mineralno ulje i prirodni gas - Muzika - Papir - Farmacija - Fizika - Pogonske mašine - Štamparstvo - Naučni instrumenti - Tehničke igračke - Telekomunikacije - Tekstilna tehnologija - Izgradnja tunela - Tegovi i mere |

## Literatura
- Deutsches Museum
- Deutsches Museum, English Museum Guide, 3rd ed. 2005
- „Deutsches Museum (English only)”.
- Hans-Liudger Dienel: Das Deutsche Museum und seine Geschichte. 1998. ISBN 3-924183-47-3. Deutsches Museum, München .
- Wolf Peter Fehlhammer (ed): Deutsches Museum. Geniale Erfindungen und Meisterwerke aus Naturwissenschaft und Technik. 2003. ISBN 978-3-7913-2816-4. Prestel, München/Berlin .
- Menso Folkerts (ed): Gemeinschaft der Forschungsinstitute für Naturwissenschafts- und Technikgeschichte am Deutschen Museum 1963–1988. 1988. ISBN 3-924183-10-4. Deutsches Museum, München .
- Wilhelm Füßl, Helmuth Trischler (ed): Geschichte des Deutschen Museums. 2003. ISBN 3-7913-3025-X. Prestel-Verlag, München .
- Bettina Gundler u. a. (ed): Unterwegs und mobil. Verkehrswelten im Museum. (= Beiträge zur Historischen Verkehrsforschung des Deutschen Museums. 2006. ISBN 978-3-593-37251-8. Sonderband). Campus, Frankfurt am Main .
- Christoph Hahn, Siegmar Hohl (ed): Der große Museumsführer. Sammlungen zu Kunst, Kultur, Natur und Technik in Deutschland. 2000. стр. 341—344. ISBN 978-3-8094-5013-9. Bassermann Verlag, Gütersloh/München , .
- Ulf Hashagen, Oskar Blumtritt, Helmuth Trischler (ed): Circa 1903 – Artefakte in der Gründungszeit des Deutschen Museums. 2003. ISBN 978-3-924183-45-5. Deutsches Museum, München .
- Wolfgang M. Heckl (ed): Technik Welt Wandel. Die Sammlungen des Deutschen Museums. 2014. ISBN 978-3-940396-41-9. 3., überarbeitete und aktualisierte Neuauflage, Deutsches Museum, München .
- Friedrich Heilbronner (ed): Deutsches Museum. Führer durch die Sammlungen. 1991. ISBN 3-406-34857-2. 3., überarbeitete und erweiterte Auflage. Beck, München .
- Landesstelle für die nichtstaatlichen Museen in Bayern (ed): Museen in Bayern – Ein Führer durch die bayerische Museumslandschaft. 2017. стр. 296—297. ISBN 978-3-422-07382-1. 6., völlig neu bearbeitete Auflage. Deutscher Kunstverlag, Berlin/München , .
- Otto Mayr (ed): Deutsches Museum von Meisterwerken der Naturwissenschaft und Technik. 1990. ISBN 3-406-34104-7. Beck, München .
- Klemens Mörmann (ed): Der deutsche Museumsführer in Farbe. Museen und Sammlungen in der Bundesrepublik Deutschland und West-Berlin. 1983. стр. 682—684. Büchergilde Gutenberg, Frankfurt am Main/Olten/Wien .
- Peter Stepan (ed): Die deutschen Museen. Westermanns farbiger Führer durch alle bedeutenden Museen und Sammlungen. 1983. стр. 320—329. ISBN 3-14-508854-8. Westermann Sachbuch, Braunschweig , .
- Elisabeth Vaupel, Stefan L. Wolff (ed): Das Deutsche Museum in der Zeit des Nationalsozialismus. 2010. ISBN 978-3-8353-0596-0. Wallstein-Verlag, Göttingen .
- Dirk Bühler: Building a Masterpiece of Concrete-Technology: The Deutsches Museum in Munich (1906-1911)  (PDF). In: Karl-Eugen Kurrer, Werner Lorenz, Volker Wetzk (ed): Proceedings of the Third International Congress on Construction History. Neunplus, Berlin ,  (PDF). year=2009. стр. 257—266. ISBN 978-3-936033-31-1 http://www.bma.arch.unige.it/PDF/CONSTRUCTION_HISTORY_2009/VOL1/Buehler-Dirk_layouted.pdf. Недостаје или је празан параметар |title= (помоћ)

## Spoljašnje veze
- Documents and clippings about  Nemački muzej u Novinskim arhivama 20. veka Nemačke nacionalne biblioteke ekonomije (ZBW)